# NecroVisioN
NecroVisioN è un videogioco sparatutto sviluppato dalla software house polacca The Farm 51, pubblicizzato da 1C Company e distribuito da 505 Games.

## Trama
NecroVisioN è ambientato durante la prima guerra mondiale (1916). Il giocatore vestirà i panni del soldato americano Simon Bukner che, dopo aver perso il suo battaglione in una trappola dei soldati tedeschi, si ritroverà da solo ad affrontare una minaccia ben più grande della guerra: zombie, dèmoni e soldati nemici corazzati desiderosi di proteggere il loro segreto...

## Curiosità
NecroVisioN è molto simile, per alcune meccaniche, al film Deathwatch - La trincea del male. Ad esempio sia il videogioco che il film iniziano con l'assalto alle trincee tedesche nel 1916.